# Boken (Arno-Atoll)
Boken ist ein Motu im Osten des Arno-Atolls der pazifischen Inselrepublik Marshallinseln.

## Geographie
Boken liegt zusammen mit Maangrar am Ostzipfel der Arno Main Lagoon in einer Reihe von etwa 14 kleinen Motus, die sich vom Ostende bei Kilange als nördlicher Riffsaum nach Westen ziehen. Es bildet den Abschluss dieser Inselkette. Von dort zieht der Riffsaum wieder stärker nach Süden. Fünf weitere Motus nähern sich fast an den südlichen Riffsaum bei Ijoen an.